# Bisbat de Winchester

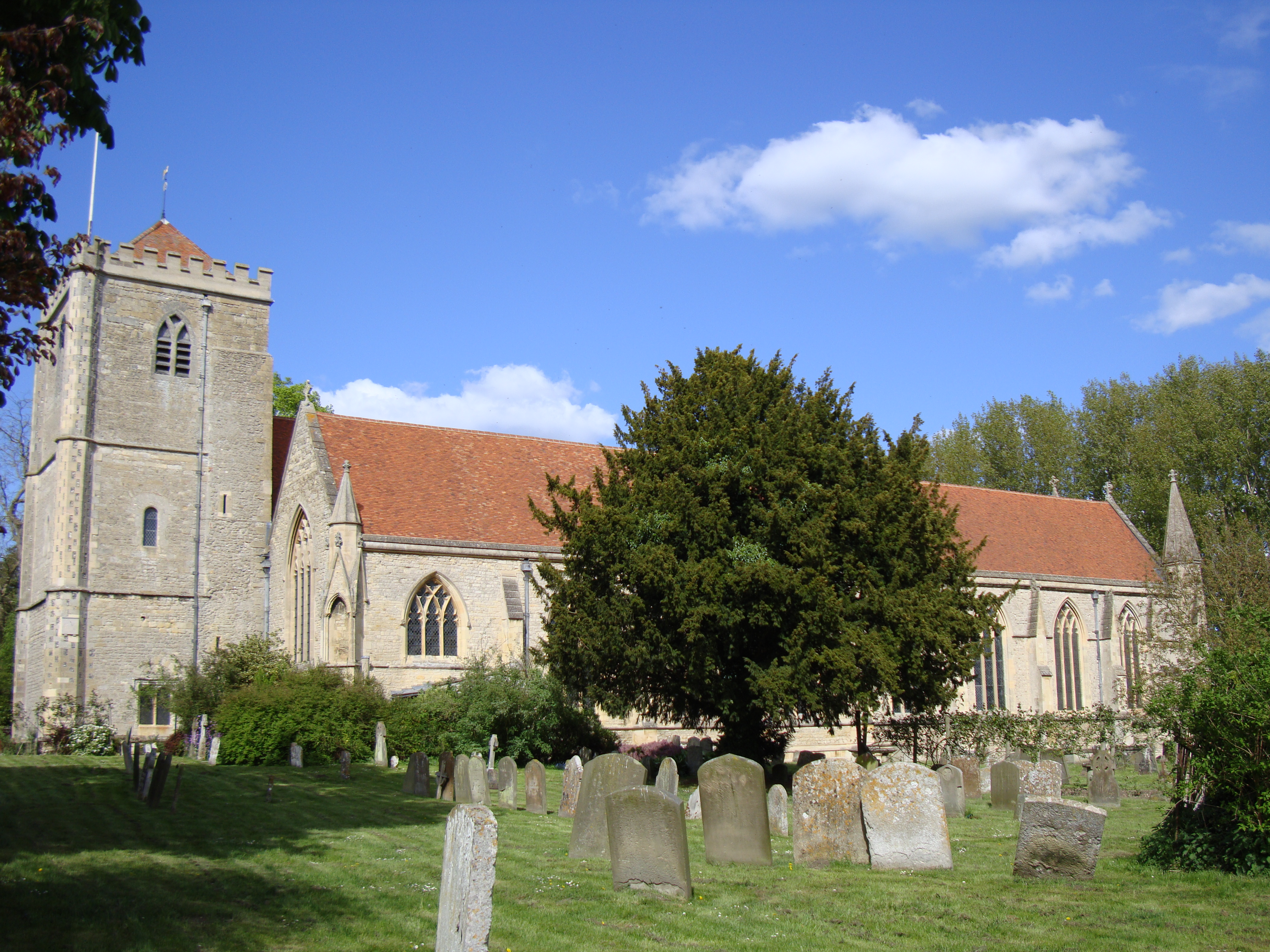
L'abadia de Dorchester, construïda a la primera meitat del, seu de l'antiga catedral fundada pel bisbe Birino.

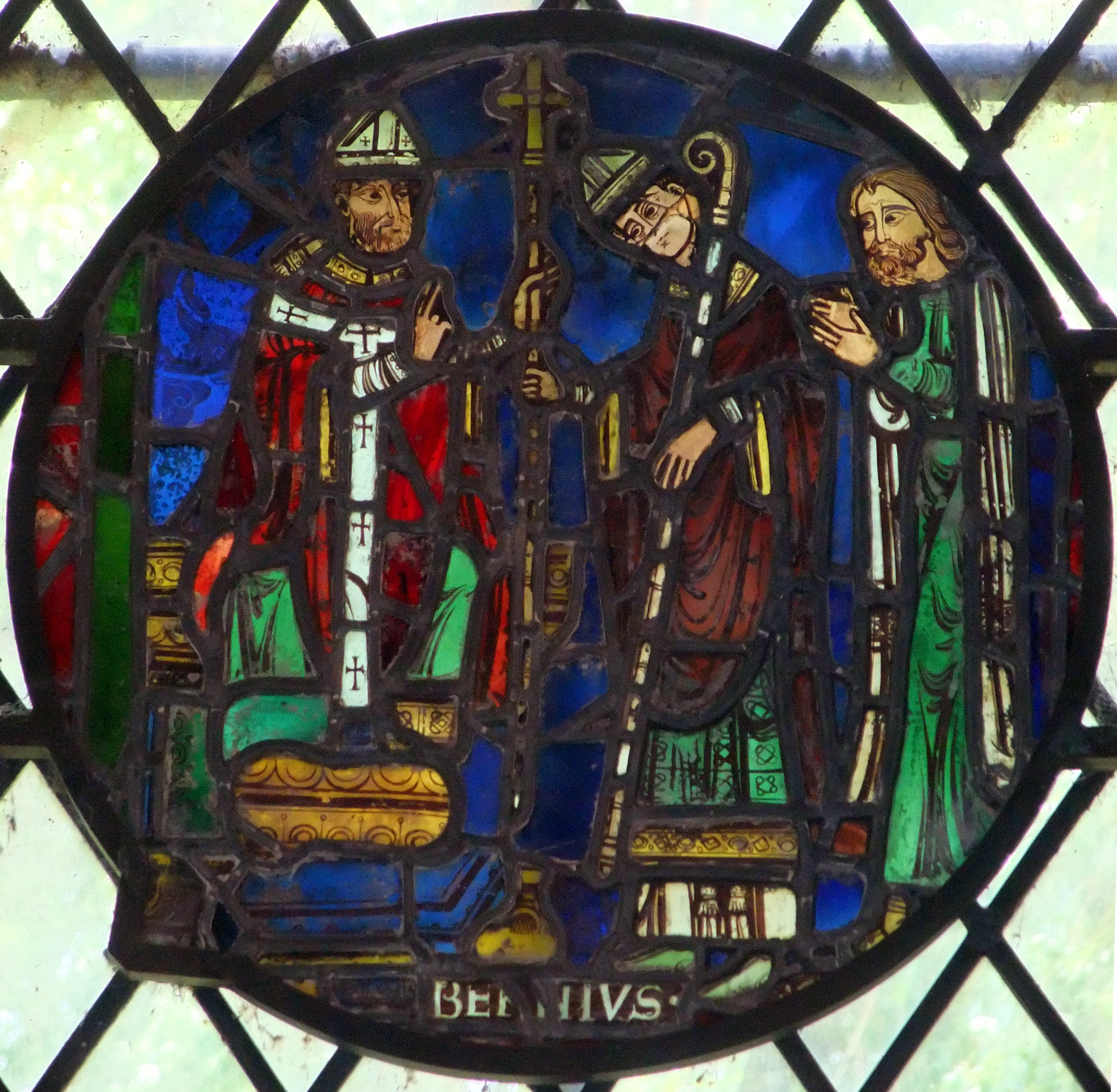
Finestral de l'abadia de Dorchester, representant el bisbe Birino.

El bisbat de Winchester  (anglès: Diocese of Winchester ; llatí: Dioecesis Wintoniensis) és una seu suprimida de l'Església catòlica a Anglaterra.

## Territori
La diòcesi comprenia part de l'antic regne anglosaxó de Wessex.
La seu episcopal era la ciutat de Winchester, a l'actual comtat de Hampshire, on es troba la catedral de la Santissima Trinitat.

## Història
La missió d'evangelitzar el regne dels saxons occidentals va ser atorgada pel papa Honori I al monjo Birí, de probables orígens gals. Treballà independentment del grup de missioners que a finals del segle vi es trobaven al regne de Kent. Va ser consagrat bisbe per Asteri, metropolità milanès a l'exili. El 636 batejà el rei dels saxons Cynegils i instal·là la seva seu a Dorchester, alhora capital del gran regne de Wessex.
El 705 la diòcesi de Wessex fou dividida en dues: els bisbes de Dorchester traslladaren la seva residència a la nova capital del regne, Winchester; i contextualment s'erigí la diòcesi de Sherborne (de seguida anomenada diòcesi de Salisbury).
El 909 cedí la part nord-occidental en favor de l'erecció de la diòcesi de Ramsbury (que poc després seria unida a la diòcesi de Salisbury).
El darrer bisbe de Winchester en comunió amb Roma, John White, fou deposat per la reina Elisabet el 1559 i morí l'any després.

## Cronologia episcopal

### Bisbes de Dorchester
- Sant Birino † (634 o 635 consagrat - 3 de desembre de 648 o 650 mort)
- Agilbertus † (650 - 661 nomenat bisbe de París)
- Wina † (662 - 666 nomenat bisbe de Londres)
- Leutherius † (670 consagrat - 676 mort)
- Sant Edda † (676 consagrat - 7 de juliol de 705 mort)

### Bisbes de Winchester
- Daniel † (705 consagrat - 744 renuncià)
- Hunfrith † (744 - 754 mort)
- Cyneheard † (754 - ?)
- Ethelheard † (circa 766 - 790 nomenat arquebisbe de Canterbury)
- Ecgbald † (circa 791 consagrat - ?)
- Dudd † (795 - 803)
- Ealhmund † (802 o 808 - ?)
- Wigthegn † (805/811 - ?)
- Herefrith † (825 - 833/836 mort)
- Eadhun (Eadmund) † (833/836 - ?)
- Helmstan † (? - 852 mort)
- Sant Svitino † (852 - 2 de juliol de 862 mort)
- Ealhferth † (863 - 871 mort)
- Tunbeorht † (872 - 879 mort)
- Denewulf † (879 - 903 o 908 mort)
- Sant Frithustan † (910 - 931 renuncià)
- Sant Beornstan † (29 de maig de 932 consagrat - 1 de novembre de 934 mort)
- Sant Elfheah el Calb † (936 - 12 de març de 951 mort)
- Elfsige I † (951 - 958 nomenat arquebisbe de Canterbury)
- Beorhthelm † (29 de novembre de 958 consagrat - 963 mort)
- Sant Ethelwold † (963 - 1 d'agost de 984 mort)
- Sant Alphege (Elfheah) † (19 d'octubre de 984 - 1006 nomenat arquebisbe de Canterbury)
- Cenwulf † (1006 - 1009 mort)
- Ethelwold † (1009 - 1015 mort)
- Elfsige II † (1015 - 1032 mort)
- Elfwine † (1032 - 29 d'agost de 1047 mort)
- Stigand † (1047 - 1070 deposto)
- Walkelin † (30 de maig de 1070 consagrat - 3 de gener de 1098 mort)
- William Giffard † (1100 - 25 de gener de 1129 mort)
- Henry of Blois † (17 de novembre de 1129 consagrat - 8 d'agost de 1171 mort)
- Richard of Ilchester † (6 d'octubre de 1174 - 22 de desembre de 1188 mort)
- Godfrey de Luci † (22 d'octubre de 1189 - 11 de setembre de 1204 mort)
  - Richard Poore † (1205 elecció anulada pel papa Innocenci III el 21 de juny de 1205[2])
- Peter des Roches † (25 de setembre de 1205 - 9 de juny de 1238 mort)
  - Sede vacante (1238-1243)
- William de Raley † (17 de setembre de 1243 - 1 de setembre de 1250 mort)
- Aymer de Valence (Lusignan) † (23 de gener de 1251 - 4 de desembre de 1260 mort)
- John Gervais † (22 de setembre de 1262 - 20 de gener de 1268 mort)
- Nicholas of Ely † (2 de març de 1268 - 12 de febrer de 1280 mort)
  - Richard de la More † (1280 - de juny de 1282 renuncià) (bisbe electe)
- John of Pontoise † (15 de juny de 1282 - 4 de desembre de 1404 mort)
- Henry Woodlock † (30 de maig de 1305 - 28 de juny de 1316 mort)
- John Sandale † (31 d'octubre de 1316 - d'octubre de 1319 mort)
- Rigaud of Assier † (26 de novembre de 1319 - 12 d'abril de 1323 mort)
- John de Stratford † (20 de juny de 1323 - 26 de novembre de 1333 nomenat arquebisbe de Canterbury)
- Adam Orleton † (1 de desembre de 1333 - 18 de juliol de 1345 mort)
- William Edington † (9 de desembre de 1345 - 7 d'octubre de 1366 mort)
- William de Wykeham † (12 de juliol de 1367 - 27 de setembre de 1404 mort)
- Henry Beaufort † (19 de novembre de 1404 - 11 d'abril de 1447 mort)
- William Waynflete † (10 de maig de 1447 - 11 d'agost de 1486 mort)
- Peter Courtenay † (29 de gener de 1487 - 22 de setembre de 1492 mort)
- Thomas Langton † (13 de març de 1493 - 27 de gener de 1501 mort)
- Richard Foxe † (20 d'agost de 1501 - 14 de setembre de 1528 mort)
  - Thomas Wolsey † (8 de febrer de 1529 - 29 de novembre de 1530 mort) (administrador apostòlic)
- Stephen Gardiner † (20 d'octubre de 1531 - 12 de novembre de 1555 mort)
- John White † (6 de juliol de 1556 - 12 de gener de 1560 mort)

## Note
1. ↑  En realitat ja el bisbe Hedda havia posat la seva seu a Winchester entre el 678 i el 683. Després la ciutat de Dorchester entrà a formar part del regne de Mercia, esdevenint seu d'una altra diòcesi entre el 869 i el 888, seu que posteriorment seria traslladada el 1078 a Lincoln.
2. ↑  (anglès) British History Online Bishops of Winchester Arxivat 14 de febrer de 2012 a Wayback Machine. (Controllato il 2 de maig de 2012)